# 社会主義青年フォーラム
社会主義青年フォーラム（Young Japanese Socialists）は、日本にかつて存在した社会民主主義・民主的社会主義を志向する政治的な青年団体である。

## 概要・特徴
旧民社ユースの一部の左派活動家を中心に2003年10月4日に結成。民社党系の青年団体だった民社ユースを母体とはしていたが、国際社会主義青年同盟(IUSY)加盟権の継承のみを民社ユースから譲渡され、資料、活動面についての継承については両者の話し合いで継承せず、まったく別の組織とすることを合意した。欧州型の穏健で現実的な社会民主主義を目標としていた。その後、役員から旧民社系が退陣し、旧民社系に無関係の人物が代表を務めた。
2008年3月に政策集団「日本の社民的選択」(Social Democratic Alternative)に改編する方針を表明していたが、その方針を撤回し、3月8日の臨時総会で団体としては正式に解散した。

## トピックス
2006年1月17日、社会主義青年フォーラムは、チリ大統領選挙におけるチリ社会党候補ミシェル・バチェレの当選を歓迎すると共に、1973年9月11日のサルバドール・アジェンデ（チリ社会党）政権に対するアウグスト・ピノチェトの軍事クーデターを民社党の塚本三郎が｢天の声｣と称賛したことに対して、公式に誤りであったとの見解を示した。